# 克里斯尼 (印第安納州)
克里斯尼（英語：Chrisney）是一個位於美國印地安納州斯潘塞縣的城鎮。

## 人口
根據2010年美國人口普查的數據，克里斯尼的面積為1.90平方千米，當中陸地面積為1.83平方千米，而水域面積為0.07平方千米。當地共有人口481人，而人口密度為每平方千米253人。